# Jiu-jitsu brazilian
Jiu-jitsu brazilian, cunoscut și ca BJJ, după prescurtarea din limba engleză (Brazilian jiu-jitsu), este un sport de contact care se bazează pe lupta la sol și care prin folosirea tehnicilor articulare și a strangulărilor îl forțează pe oponent să renunțe la luptă. Pe principiul folosirii cât mai eficiente a tehnicii și în special a pârghiilor, în dauna atributelor fizice (greutate, forță explozivă, alonjă etc.), un practicant fără atribute fizice de excepție are șanse de reușită ridicate în luptă, în fața unui adversar superior din punct de vedere fizic. Stilul a fost creat la începutul secolului 20 de către familia Gracie, în Brazilia. BJJ-ul poate fi practicat si pentru auto-apărare alaturi de alte tehnici de lupta corp la corp, pentru aspectul competițional (Gi și No Gi) sau pentru competițiile de arte marțiale mixte (Mixed Martial Arts sau MMA).

## Istorie și inventatori

### Începuturile
Mitsuyo Maeda (cunoscut și sub numele Conde Koma sau Count Combat în engleză), un practicant japonez de judo și membru al Kodokan, a sosit în Brazilia pe 14 noiembrie 1914. Maeda plecase din Japonia în 1904, la îndemnul fondatorului judo-ului, Jigoro Kano, pentru a populariza această artă marțială. Până la sosirea în Brazilia, Maeda călătorise în numeroase alte țări oferind demonstrații de judo și acceptând provocări la luptă din partea practicanților de lupte libere, box, savate etc. Japonezul era unul dintre cei mai proeminenți practicanți de judo ai Kodokan-ului și un specialist în lupta la sol.
Există surse care susțin că BJJ-ul este un stil dezvoltat din Jujutsu japonez și că Maeda era un jujutsuka. Cu toate acestea, Maeda nu s-a pregătit niciodată în Jujutsu. În adolescență s-a antrenat în Sumo, dar, ulterior, auzind de succesul repurtat de Judo în confruntările contra Jujutsu, a devenit un student al Kodokan Judo, sub tutela lui Kano. Maeda a fost promovat la centura neagră 7 Dan în 1940, anul premergător morții sale.

### Originea numelui
Atunci când Maeda a părăsit Japonia, Judo-ul era cunoscut mai mult sub denumirea Kano Jiu Jitsu sau, generic, Jiu Jitsu. Astfel se explică de ce atunci când japonezul a sosit în Brazilia, alături de colegul sau Satake, ziarele au folosit denumirea Jiu Jitsu, deși cei doi reprezentau Kodokan Judo.
La sosirea în SUA a unora dintre membrii familiei Gracie, pentru răspândirea noii arte, aceasta a fost numită Gracie Jiu Jitsu. Denumirea însă a devenit marcă înregistrată a lui Rorion Gracie (fiul cel mare al lui Helio) și, cu timpul, Brazilian Jiu Jitsu a fost denumirea care s-a împământenit. Cu toate acestea, în special pe filiera Helio a familei Gracie, Gracie Jiu Jitsu se axează pe aspectul auto-apărării, față de tendința competițională din ultimii ani a Jiu Jitsu-lui Brazilian. Desi familia Gracie isi are meritul pentru promovarea si raspandirea BJJ-ul in lume, ei nu au fost singura sursa de BJJ din Brazilia. Luiz Franca a fost unul din elevii lui Mitsuyo Maeda care a ajutat la dezvoltarea BJJ-ului in partile mai sarace a Braziliei, cel mai popular student al sau, fiind Oswaldo Fadda. Linia lui Oswaldo Fadda se regaseste si in zilele noastre prin echipe ca Nova Uniao sau Grappling Fight Team, echipe care nu au avut vreodata legatura cu familia Gracie.

### Dezvoltare
Maeda a făcut cunoștință cu un influent om de afaceri brazilian, Gastão Gracie, care avea să-i ofere ajutorul său pentru a se integra în Brazilia. În 1917, Carlos, fiul lui Gastão, a asistat, la vârsta de 14 ani, la o demonstrație susținută de Maeda la Teatro da Paz și s-a hotărât să învețe Jiu Jitsu. Japonezul l-a acceptat ca practicant, iar Carlos avea să devină unul dintre cei mai de seamă reprezentanți ai Gracie Jiu Jitsu și unul dintre marii contributori la dezvoltarea stilului.
În 1921, Gastão Gracie și întreaga sa familie, s-au mutat în Rio de Janeiro. Carlos, atunci în vârstă de 17 ani, a transmis bagajul său de cunoștințe fraților săi Osvaldo, Gastão jr. și Jorge. Helio era prea tânăr și avea o constituție prea fragilă pentru a învăța arta și datorită stării de sănătate îi fusese interzisă participarea activă la antrenamente. Cu toate acestea, Helio a învățat Jiu Jitsu privindu-i pe frații săi. În lipsa fraților săi de la sală, Helio a avut ocazia să acorde un antrenament privat unuia dintre elevi. Acestuia i-a plăcut modalitatea de predare a lui Helio și a decis să se antreneze doar cu el. Cu timpul Helio a descoperit că trebuie să modifice tehnicile pe care frații săi le foloseau, pentru a se adapta lipsei lui de atribute fizice. 
Împreună cu frații săi, Helio a continuat să modifice tehnicile și pentru a dovedi eficiența acestora a disputat lupte fără reguli (vale tudo, precursoare ale MMA-ului actual) sau cu reguli reduse, împotriva practicanților din alte stiluri.

### Faima
Jiu Jitsu brazilian a ajuns faimos la nivel mondial la începutul anilor '90, atunci când fiul lui Helio, Royce Gracie, a câștigat primul, al doilea și al patrulea Ultimate Fighting Championship (UFC), competiție cu reguli limitate în stil eliminatoriu, ce opunea practicanți din cele mai diferite stiluri, fără categorii de greutate sau limită de timp. De cele mai multe ori, Royce a luptat împotriva unor adversari mai masivi, ce practicau stiluri precum: box, shoot-fighting, karate, judo, tae kwon do, kickbox, lupte libere etc. De atunci, BJJ-ul a devenit o necesitate pentru majoritatea luptătorilor de MMA și a adus o importanță covârșitoare luptei la sol.

#### În România
Jiu Jitsu Brazilian a început să fie practicat în mod organizat în România începând cu luna decembrie a anului 2004, atunci când Tudor Mihăiță a pus bazele clubului Absoluto, în București. La scurt timp au fost organizate primele seminarii cu practicanți români de BJJ, din afara țării, precum John Pop și frații Vali Doczi și Marius Doczi. 
În anul 2006, Absoluto a organizat primul seminar de talie internațională, împreună cu Eddie Kone, centura maro sub Royler Gracie și reprezentant al organizației RGDA (Royler GracieîDavid Adiv) în Europa. Kone a continuat să viziteze constant România pentru seminarii și în luna aprilie a anului 2007, Absoluto a devenit singurul clubul reprezentant al familiei Gracie în România, prin afilierea la organizația RGDA. 
Începând cu anul 2006, în România a luat ființă Organizația Română de Jiu Jitsu Brazilian (ORBJJ), condusă de Robert Mund și afiliată la organizația Behring Jiu Jitsu.
În România au fost organizate mai multe competiții de Jiu Jitsu brazilian, iar la Cupa României la BJJ, ediția 2007, au participat peste 50 de practicanți din diferite stiluri de arte marțiale, precum judo, jujutsu, kempo, sambo, lupte libere, lupte greco-romane etc.
Personalități ale artelor marțiale sau sporturilor de contact românești care au practicat sau practică Jiu Jitsu Brazilian: Ionuț Atodiresei, Anatolie „Tolea” Ciumac, Ștefan Dediu, Eugen Preda, Marius Tiță etc.

#### În Republica Moldova
Pe teritoriul Republicii Moldova, Jiu-Jitsu Brazilian a luat naștere în 2006, fiind pentru prima data practicat oficial în satul Burlacu din raionul Cahul, la sudul țării. Acest mic club este creat la inițiativa lui Robert McMasters (originar din SUA), centură albastră în BJJ sub Xande Ribeiro, aflându-se în acel moment pe teritoriul Republicii Moldova ca voluntar al programului Peace Corps.
Ulterior, în primăvara anului 2011, de asemenea la insistența lui Robert McMasters, Republica Moldova este vizitată de danezul Christian Graugart de la CSA.dk, Copenhaga, centură maro în BJJ la cel moment, actualmente centură neagră. După o serie de seminarii organizate sub egida câtorva cluburi de Jiu-Jitsu Tradițional din Chișinău, în capitala Republicii Moldova apare prima asociație dedicată practicării acestei discipline sportive, cunoscută ca "BJJ Athletic Chișinău".
Primele rezultate la nivel internațional aduse acasă de sportivii din RM sunt obținute în 2011, când Vasile Bulgac se califică în finala primului campionat de Jiu-Jitsu Brazilian din Ucraina și obține medalia de aur. Ulterior, în Noiembrie 2012, echipa BJJ Athletic Chișinău obține alte 2 medalii de aur, 2 de argint și 2 de bronz la Danish Open BJJ (campionatul Danemarcii la Jiu-Jitsu Brazilian), în cadrul unui cantonament sub egida CSA.dk petrecut în Copenhaga.
Sportivii de la echipa BJJ Athletic Chișinău și Alexandru Bîrlea de la Absoluto București (originar din Burlacu, Cahul) reușesc să se impună și al doilea an la Ukraine Open 2012, revinind în țară cu 3 medalii de aur și 3 de bronz.
La începutul anului 2013, în capitala Republicii Moldova, la inițiativa lui Chiril Știrbu și Ion Vartic (ambii centuri albastre în Jiu-Jitsu Brazilian), apare primul complex sportiv BJJ Athletic dedicat practicării exclusive a BJJ-ului, având o suprafață de peste 360m². La moment, în cadrului aceleiași organizații se antrenează peste 70 de sportivi, numărul acestora fiind în continuă creștere.
Printre cei ce s-au remarcat prin performanțele obținute în BJJ pe plan internațional trebuie de asemenea remarcați Stepan Vîscrebeț, Strechie Alexei și Igor Borodin.

## Stil de luptă

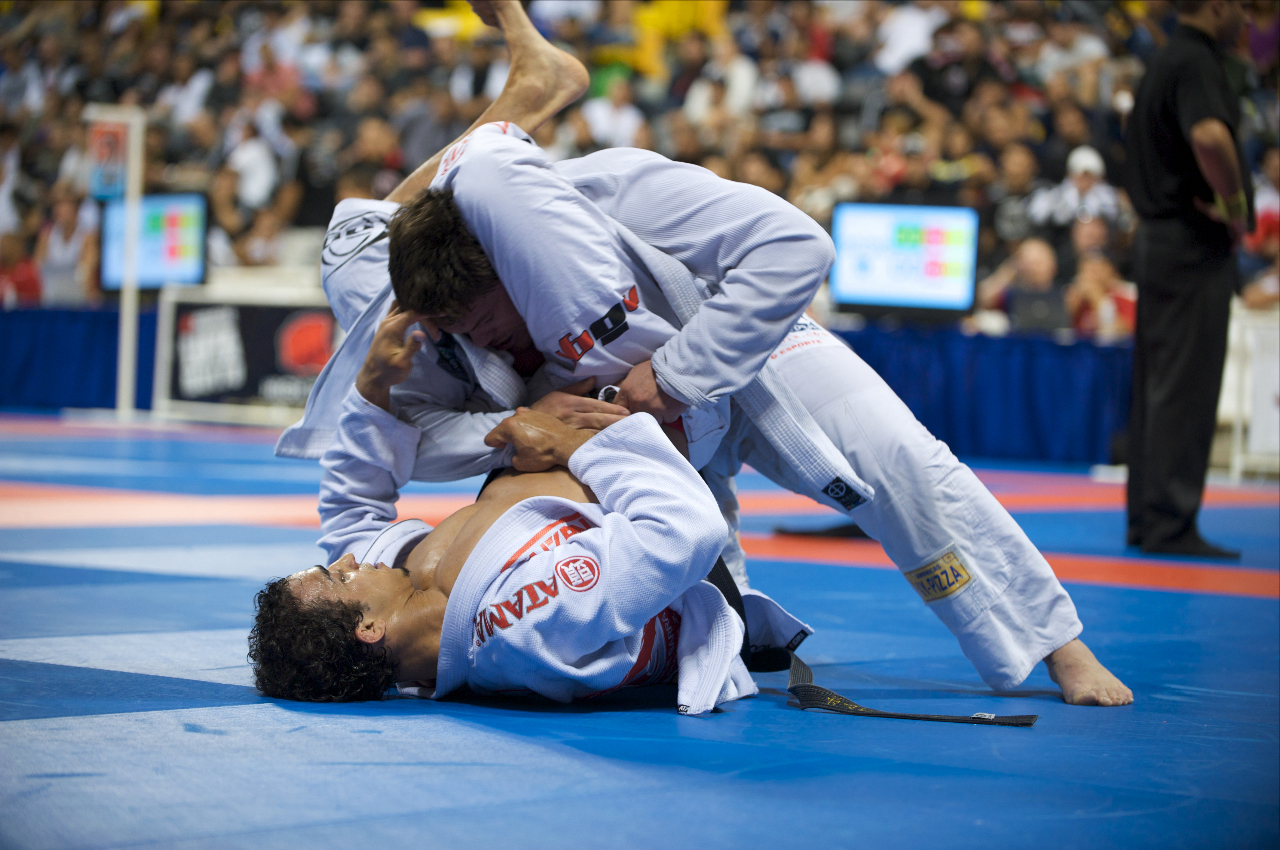
Obține un avantaj față de adversar mai greu și mai puternic.

Jiu Jitsu brazilian se bazează pe ducerea luptei la sol și folosirea tehnicilor articulare și/sau a strangulărilor pentru a finaliza lupta. Premisa de la care pleacă este aceea că atributele fizice, precum greutatea, forța explozivă, alonja etc. pot fi mult mai ușor negate în lupta la sol. 
Sportul permite folosirea unui arsenal numeros de tehnici de proiectare. Din momentul în care adversarul este la pământ, practicantul este interesat de obținerea unui control cât mai bun, îmbunătățirea poziției față de adversar și finalizarea acestuia printr-o tehnică ce folosește principiul părghiilor.

### Tipuri de finalizare
Majoritatea finalizărilor sunt grupate în două categorii: articulare și strangulări. Tehnicile articulare implică izolarea unui membru al adversarului și crearea unei părghii prin folosirea propriului corp pentru a forța una dintre articulațiile acelui membru peste limitele sale de rezistență la presiune sau torsiune. Strangulările se împart la rândul lor în două categorii: respiratorii și circulatorii. 
Tehnicile de finalizare respiratorii implică blocarea traheei adversarului prin exercitarea de presiune. Folosirea unei astfel de tehnici poate duce la imposibilitatea adversarului de a mai respira, fiind necesară realizarea unei trahectomii. Tehnicile de finalizare circulatorii implică blocarea uneia sau ambelor carotide prin exercitarea de presiune. Menținerea acestei tehnici împiedică circulația sângelui către creier, iar adversarul își va pierde cunoștința. În sparring și competiții, presiunea este mărită treptat pentru a-i oferi partenerului de antrenament sau adversarului posibilitatea de a renunța la luptă. Renunțarea la luptă este indicată fie verbal, fie prin lovirea repetată a propriului corp, a solului sau a adversarului.
Un alt tip de finalizare, mai rar întâlnit este cel compresiv. În acest caz, mușchii adversarului sunt supuși presiunii unui membru (de obicei piciorul, în dreptul tibiei sau antebrațul), rezultând o durere acută. Acest tip de finalizare poate duce la o serioasă vătămare a mușchiului sau la hiperextinderea unei articulații.

## Antrenamentele
Jiu Jitsu brazilian pentru competiții se axează pe finalizări fără folosirea loviturilor. Această situație permite practicanților simularea perfectă a unei situații de luptă, în special în sparring. Jiu Jitsu brazilian pentru autoapărare se axează pe finalizări fără folosirea extensivă a loviturilor. Acestea din urmă sunt folosite fie pentru a pregăti ducerea luptei la sol, deschiderea de oportunități sau finalizare în lupta la sol.
De asemenea, instructorul principal sau secundar ar putea sa arate o secventa de miscari sau o finalizare pe care o va imparti in componente mai usor de asimilat...de exemplu kimura posibil incepe prin pozitionare la sol, extinderea si priza pe brat etc.

## Gradarea
Practicanții de Jiu Jitsu brazilian sunt gradați prin centuri. Acestea sunt, în ordine crescătoare a nivelului de cunoștințe: albe,sure,galbene, portocalii și verzi (sub 16 ani) albe, albastre, mov, maro și negre (16 ani și peste).
Standardele pentru gradare variază de la un club la altul, dar aspectul pe care majoritatea instructorilor îl urmărșete este: dovedirea cunoștințelor tehnice în situații de sparring sau competiție. Cunoștințele sunt evaluate după numărul de tehnici asimilate și eficiența acestora în situațiile menționate. Jiu Jitsu brazilian este un stil extrem de personal, iar practicanții sunt încurajați să-și adapteze tehnicile nevoilor lor fizice. Scopul final este eficiența și nu aspectul estetic.
Competițiile joacă de foarte multe ori un rol important în gradare, pentru că dau posibilitatea instructorului să aprecieze nivelul propriilor elevi, în fața celor de aceeași gradație ai unui alt club. Sunt multe situațiile când promovările sunt făcute după participarea cu succes la o competiție. O altă situație în care un practicant este promovat, se întâmplă atunci când respectivul finalizează constant partenerii de antrenament de același grad cu al său și poate face sparring de la egal la egal cu unul sau mai mulți dintre partenerii de la gradul superior.
Competițiile între cluburi și importanța acordată gradării este un alt aspect esențial pentru menținerea standardelor în Jiu Jitsu brazilian și, totodată, elimnarea posibilității gradării necuvenite. Este extrem de redus numărul cluburilor care practică examenul de centură, iar acesta, în afara aspectului practic (demonstrarea tehnicilor, sparring-ul etc.), poate conține o probă orală și/sau scrisă.
Majoritatea cluburilor (în special în afara Braziliei) folosește sistemul treselor, pentru a avalua progresul în cadrul unei anumite centuri. Tresele pot ajunge până la 4, a cincea însemnând deja trecerea la centura superioară.